# Kire Ristewski
Kire Ristewski (mac. Кире Ристевски; ur. 22 października 1990 w Bitoli) – macedoński piłkarz, grający na pozycji obrońcy.

## Kariera klubowa
Ristewski profesjonalną karierę rozpoczął w klubie FK Pelister. Latem 2010 roku wyjechał do Albanii. W tym kraju spędził 3,5 roku, przez kilka miesięcy reprezentując barwy KS Elbasani, a przez kolejne trzy w Bylisu Ballsh. 27 grudnia 2013 roku związał się dwuletnim kontraktem z bułgarskim klubem Sławia Sofia. Następnie grał w takich klubach jak: KF Tirana i Rabotniczki Skopje. W 2016 został zawodnikiem węgierskiego klubu Vasas SC.

## Kariera reprezentacyjna
W reprezentacji Macedonii zadebiutował 5 marca 2014 roku w towarzyskim meczu przeciwko Łotwie. Na boisku pojawił się w 77 minucie meczu.
| Mecze i gole w reprezentacji | Mecze i gole w reprezentacji | Mecze i gole w reprezentacji | Mecze i gole w reprezentacji | Mecze i gole w reprezentacji | Mecze i gole w reprezentacji | Mecze i gole w reprezentacji |
| #                            | Data                         | Stadion                      | Rywal                        | Wynik                        | Gol                          | Rozgrywki                    |
| 2014                         | 2014                         | 2014                         | 2014                         | 2014                         | 2014                         | 2014                         |
| ---------------------------- | ---------------------------- | ---------------------------- | ---------------------------- | ---------------------------- | ---------------------------- | ---------------------------- |
| 1.                           | 05.03.2014                   | Skopje, Macedonia            | Łotwa                        | 2:1                          | 0                            | towarzyski                   |
| 2.                           | 26.05.2014                   | Kufstein, Austria            | Kamerun                      | 0:2                          | 0                            | towarzyski                   |
| 3.                           | 30.05.2014                   | Rieti, Włochy                | Katar                        | 0:0                          | 0                            | towarzyski                   |